# (14379) 1989 UM4
1989 يو أم 4 (ويعرف أيضًا باسم (14379) 1989 يو أم 4 وفق تسمية الكوكب الصغير) (بالإنجليزية: 1989 UM4)‏ هو كويكب ضمن حزام الكويكبات؛ وترتيبه 14379 من حيث الاكتشاف.
اكتُشف هذا الجُرم الفلكي بواسطة Antonín Mrkos ‏ في 22 أكتوبر 1989.

## وصلات خارجية
- (14379) 1989 UM4 في قاعدة بيانات مختبر الدفع النفاث لأجرام النظام الشمسي الصغيرة

- الاكتشاف · مخطط المدار ·  العناصر المدارية · المعلمات المادية

- (14379) 1989 UM4 على موقع ويكي سكاي: DSS2, SDSS, GALEX, IRAS, Hydrogen α, X-Ray, Astrophoto, Sky Map, Articles and images